# Pseudoplatyderus
Pseudoplatyderus is een geslacht van kevers uit de familie van de loopkevers (Carabidae). De wetenschappelijke naam van het geslacht is voor het eerst geldig gepubliceerd in 1940 door Bolivar y Pieltain.

## Soorten
Het geslacht Pseudoplatyderus is monotypisch en omvat slechts de volgende soort:
- Pseudoplatyderus amblyops Bolivar y Pieltain, 1940